# ゾルダー・サーキット
座標: 北緯50度59分20秒 東経5度15分20秒 / 北緯50.98889度 東経5.25556度
ゾルダー・サーキット（Circuit Zolder）は、ベルギーのフランダース東部のリンブルフ州ヒュースデン＝ゾルダー近郊、テラーメンの森に設営されている起伏に富んだサーキットである。当地はオランダ語圏であるが、名称のCircuitは英語である。「テラーメン・サーキット（Circuit van Terlaemen）」とも呼ばれる。1963年に完成した。

## 概要
1973年、1975年～1982年、1984年にF1ベルギーGPが開催され、F1のシーズンオフ時期に合同テストコースとしても使われていた。1983年からはゾルダー24時間耐久レースが行われている。また、旧ドイツツーリングカー選手権 (DTM) の開幕戦が行われていた。
自転車競技にも重きを置いており、2002年にサイクルロードレースの世界選手権大会（UCIロード世界選手権）がサーキットコース全てと周辺公道を接続した1周13.1kmコースで行われ、2010年からはシクロクロスの世界シリーズ戦（UCIシクロクロスワールドカップ）の一大会がコースの一部を利用して開催されている。
1982年ベルギーグランプリの予選時、フェラーリの人気ドライバーであったジル・ヴィルヌーヴが、ヨッヘン・マスに追突して死亡する事故が起きている。事故現場の7コーナーには1986年にシケインが設置され、「ジル・ヴィルヌーヴ・シケイン」と名付けられた。

## 変遷

1963 - 1972年
1973 - 1974年 5コーナーシケイン設置
1975 - 1985年 最終シケイン設置
1986 - 2001年 7コーナーシケイン設置
2002年以降 1コーナー改修

## F1ベルギーGPの結果
| 年   | 決勝日  | ラウンド | サーキット | 勝者                     | 所属チーム   |
| ---- | ------- | -------- | ---------- | ------------------------ | ------------ |
| 1973 | 5月20日 | 5        | ゾルダー   | ジャッキー・スチュワート | ティレル     |
| 1975 | 5月25日 | 6        | ゾルダー   | ニキ・ラウダ             | フェラーリ   |
| 1976 | 5月16日 | 5        | ゾルダー   | ニキ・ラウダ             | フェラーリ   |
| 1977 | 6月5日  | 7        | ゾルダー   | グンナー・ニルソン       | ロータス     |
| 1978 | 5月21日 | 6        | ゾルダー   | マリオ・アンドレッティ   | ロータス     |
| 1979 | 5月13日 | 6        | ゾルダー   | ジョディー・シェクター   | フェラーリ   |
| 1980 | 5月4日  | 5        | ゾルダー   | ディディエ・ピローニ     | リジェ       |
| 1981 | 5月17日 | 5        | ゾルダー   | カルロス・ロイテマン     | ウィリアムズ |
| 1982 | 5月9日  | 5        | ゾルダー   | ジョン・ワトソン         | マクラーレン |
| 1984 | 4月29日 | 3        | ゾルダー   | ミケーレ・アルボレート   | フェラーリ   |